# Esgrima con palos egipcia

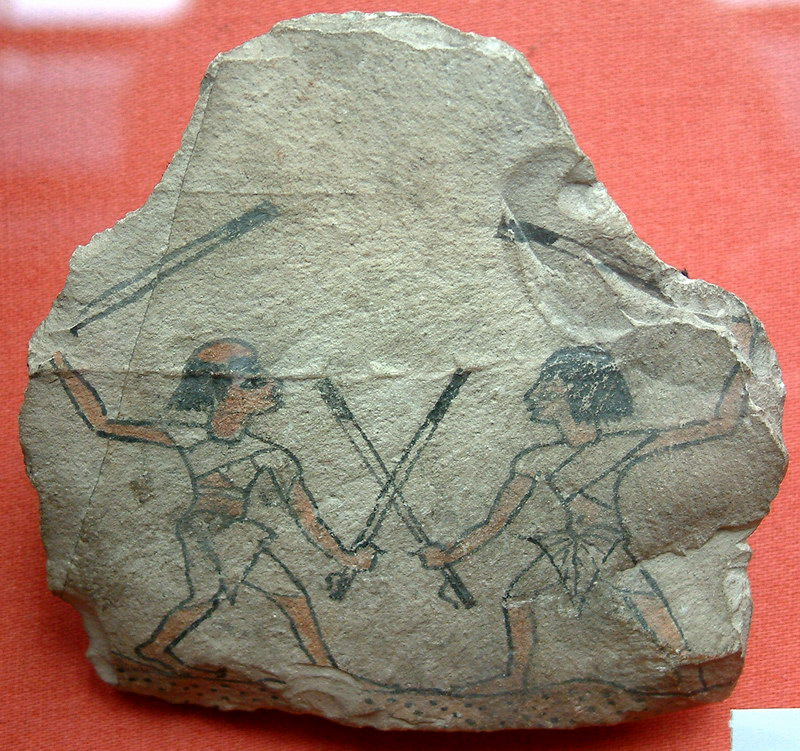
Óstracon con dos egipcios practicando tahtib. Museo del Louvre.

La esgrima con palos egipcia o en moderno egipcio, tahtib (تحطيب taḥṭīb), es el arte marcial egipcio más antiguo del que se tiene conocimiento; las evidencias más antiguas de la práctica de la esgrima como deporte también provienen de Egipto. Su práctica aún se mantiene viva en el folclore popular, por lo que puede considerarse un arte marcial antiguo pero también moderno.

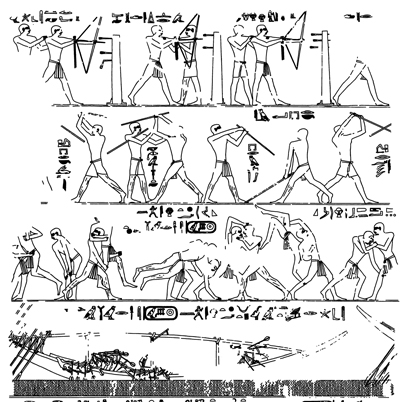
Grabados en la necrópolis de Abusir con escenas de tiro con arco, lucha libre y lucha con palos.

La esgrima con palos en el Antiguo Egipto se practicaba durante ceremonias religiosas, procesiones, como deporte o juego y como entrenamiento para la vida militar, si bien el palo no se empleaba como arma en la guerra. Se realizaban competiciones en las que se enfrentaban los practicantes, controlados por un árbitro. Antes de la lucha, los contendientes saludaban al público haciendo una inclinación y bajando los palos, y se llevaban a la frente la mano izquierda;. los vencedores obtenían premios, como collares. Existe una representación de una escena de esgrima con palos en la hipóstila del templo de Ramsés III en Medinet Habu. Además, en la corte de Ramsés II se organizó un campeonato internacional de esgrima en el que se enfrentaron soldados egicpios contra los de naciones aliadas extranjeras.
La esgrima con palos es popular aún en la actualidad en Egipto, donde se practica sobre todo en el mes de Ramadán. Del arte marcial han derivado el tahtiyb, una danza que simula el combate entre dos hombres, y el raks al assaya, que deriva de una imitación de la lucha realizada por mujeres. Es habitual que se interpreten estos bailes en las celebraciones matrimoniales.